# Marco Domeniconi
Marco Domeniconi (San Marino, 29 gennaio 1984) è un calciatore sammarinese, centrocampista della Sammaurese.

## Carriera

### Club
Ha giocato nel Riccione, Urbino, Real Misano e nel Fiorentino.

### Nazionale
Dal 2004 al 2017 ha collezionato 20 presenze con la nazionale sammarinese.